# Владимиров (хутор)
Влади́миров — хутор в Морозовском районе Ростовской области России.
Входит в состав Широко-Атамановского сельского поселения.

## История
В составе Области Войска Донского хутор входил в состав станицы Таубевская (ныне — город Морозовск). В 1917 году на хуторе была построена Успенская церковь, которая была уничтожена в советское время. Первым её священником был Казинцев Андрей Иванович, убитый красноармейцами в Гражданскую войну в апреле 1918 года.

## Население
| 2010 |
| ---- |
| 257  |

## Улицы
| - ул. Дружбы, - ул. Молодёжная, | - ул. Степная, - ул. Центральная. |